# Nino Besozzi
Nino Besozzi (6 de febrero de 1901 – 2 de febrero de 1971) fue un actor teatral, cinematográfico y televisivo italiano.

## Biografía
Su verdadero nombre era Giuseppe Besozzi, y nació en Milán, Italia. Debutó en 1919 en Siena con la Compañía de Romano Calò, formando parte más adelante de varias compañías, actuando en junto a artistas como Irma Gramatica, Luigi Cimara, Andreína Pagnani, Ruggero Ruggeri, Vera Vergani, Virgilio Talli y Vittorio De Sica, y revelando sus particulares dotes para el género cómico.
Desde 1931 hasta el final de la Segunda Guerra Mundial, alternó el teatro con el cine, especializándose en papeles de hombres jóvenes y desenvueltos en el ámbito del repertorio cómico sentimental del género llamado "teléfono blanco". En esa época trabajó a menudo emparejado con Elsa Merlini en películas como La segretaria privata de Goffredo Alessandrini (1931) y T'amerò sempre de Mario Camerini (1933). En esos mismos años también hizo fugaces actuaciones radiofónicas, como en Le gelosie di Lindoro, de Carlo Goldoni (1932), con Dina Galli.

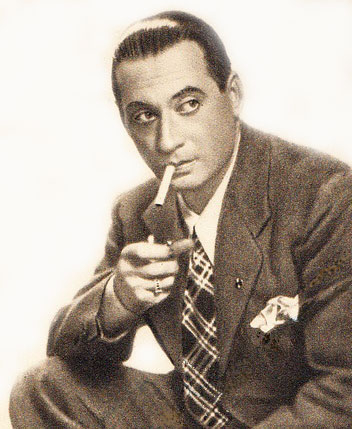
Foto de la primera mitad de los años 30.

Destacado también en papeles dramáticos, en el ámbito teatral actuó en obras como Siamo tutti milanesi, de Arnaldo Fraccaroli, y I morti non pagano tasse, de Nicola Manzari.
Dotado de una dúctil voz, tomó parte en varias transmisiones radiofónicas, sobre todo en la década de 1950. Entre ellas revistas como Zig zag (1950) y Fermo posta (1956), y otras obras, entre las cuales figuraban Viaggio di piacere de Edmond Gondinet (1956), Bettina de Alfred de Musset (1958) y Ricordati di Cesare de Davion (1959), con Lina Volonghi y Alfredo Bianchini.
Comenzó a actuar en televisión en 1956, participando en el programa de variedades Lui, lei e gli altri. Posteriormente, además de participar en series televisivas, hizo también otros programas de variedades, como Un due tre y Con loro (1956). Besozzi fue intérprete de las producciones Mont Oriol (1958) y Il Conte di Montecristo (1966).
Entre sus últimas interpretaciones radiofónicas se recuerdan Ipotesi strutturale de Armando Plebe y Giuseppe Di Martino (1969, con dirección de Giuseppe Di Martino) y Il vestito di pizzo de Elizabeth Bowen (1970, dirigida por Michele Bandini).
Nino Besozzi falleció en Milán en 1971.

## Filmografía
| - La segretaria privata, de Goffredo Alessandrini (1931) - Paradiso, de Guido Brignone (1932) - Cercasi modella, de E.W. Emo (1932) - Una notte con te, de E. W.Emo y Ferruccio Biancini (1932) - T'amerò sempre, de Mario Camerini (1933) - Non sono gelosa, de Carlo Ludovico Bragaglia (1933) - Non c'è bisogno di denaro, de Amleto Palermi (1933) - Il presidente della Ba. Ce. Cre. Mi., de Gennaro Righelli (1933) - Frutto acerbo, de Carlo Ludovico Bragaglia (1934) - Come le foglie, de Mario Camerini (1934) - Kiki, de Raffaello Matarazzo (1934) - Il serpente a sonagli, de Raffaello Materazzo (1935) - Trenta secondi d'amore, de Mario Bonnard (1936) - Vivere, de Guido Brignone (1937) - Ho perduto mio marito, de Enrico Guazzoni (1937) - Nina, non far la stupida, de Nunzio Malasomma (1937) - I due misantropi, de Amleto Palermi (1937) - Eravamo sette sorelle, de Nunzio Malasomma (1937) - Duetto vagabondo, de Guglielmo Giannini (1938) - Amicizia, de Oreste Biancoli (1938) - La dama bianca, de Mario Mattoli (1938) - Mille chilometri al minuto, de Mario Mattoli (1939) - La danza dei milioni, de Camillo Mastrocinque (1940) - Barbablù, de Carlo Ludovico Bragaglia (1941) - Non mi sposo più, de Erich Engel (1941) | - Rossini, de Mario Bonnard (1942) - La signorina, de Ladislao Kish (1942) - La maestrina, de Giorgio Bianchi (1942) - La maschera e il volto, de Camillo Mastrocinque (1942) - Tre ragazze cercano marito, de Duilio Coletti (1943) - La resa di Titì, de Giorgio Bianchi (1945) - Abbasso la miseria!, de Gennaro Righelli (1945) - Lo sciopero dei milioni, de Raffaello Matarazzo (1947) - Arrivederci papà, de Camillo Mastrocinque (1948) - L'ultimo amante, de Mario Mattoli (1955) - Accadde al penitenziario, de Giorgio Bianchi (1955) - Porta un bacione a Firenze, de Camillo Mastrocinque (1955) - Destinazione Piovarolo, de Domenico Paolella (1955) - La fortuna di essere donna, de Alessandro Blasetti (1956) - Classe di ferro, de Turi Vasile (1957) - Vacanze a Ischia, de Mario Camerini (1957) - La legge è legge, de Christian Jaque (1957) - Costa Azzurra, de Vittorio Sala (1959) - Walter e i suoi cugini, de Marino Girolami (1961) - Whisky a mezzogiorno, de Oscar De Fina (1962) - Scusi, lei è favorevole o contrario?, de Alberto Sordi (1966) - Il terribile ispettore, de Mario Amendola (1969) - Arrivederci all'inferno, amici!, de Juraj Jacubisko (1970) |

## Trabajo televisivo
- RAI
- Il ladro sono io, de Giovanni Cenzato, con Flora Lillo, Nino Besozzi y Gino Pernice. Dirección de Giancarlo Galassi Beria. 8 de noviembre de 1957.